# Katrin Sass
Katrin Sass (Schwerin, 23 de outubro de 1956) é uma atriz alemã. Ela ficou conhecida internacionalmente por interpretar Christiane Kerner no filme Good Bye, Lenin! de 2003.

## Filmografia parcial
- Bis daß der Tod euch scheidet (1979)
- Bürgschaft für ein Jahr (1981)
- The House on the River (1986)
- Fallada: The Last Chapter (1988)
- Heidi M. (2001)
- Good Bye, Lenin! (2003)
- Meine verrückte türkische Hochzeit (2006)
- The Silence (2010)
- Weissensee (TV) (2010, 2013, 2015)
- Back on Track (2013)
- Der Usedom-Krimi (TV) (2014, 2016, 2017, 2019, 2020)